# Somokaton (Ngluwar)
Somokaton is een bestuurslaag in het regentschap Magelang van de provincie Midden-Java, Indonesië. Somokaton telt 2455 inwoners (volkstelling 2010).